# Stockviks IF
Stockviks IF, fram till 1980 Stockviksverkens IF, var en idrottsförening från Stockvik i Sundsvalls kommun i Medelpad/Västernorrlands län, bildad 1934 och sedan 1990 uppdelad i separata föreningar för fotboll och skidåkning.
Stockviksverken framträdde från andra halvan av 1960-talet som en av Medelpads främsta fotbollsklubbar med spel i division III, den tredje högsta serienivån på den tiden, 1965-1967, 1971, 1980 och 1982. Även skidsektionen tillhörde Sverigeeliten medan ishockeysektionen inte längre var aktiv.
År 1990 delades föreningen in i sektionsföreningar:
- Stockviks FF för fotboll
- Stockviks SF för skidor

Bland föreningens mer bekanta idrottsutövare finns skidåkarna Vladimir "Smirre" Smirnov, Karin Swingstedt, Anders Svanebo samt Anna Carin Zidek (mer känd som skidskytt).